# Otto Kahler
Pour les articles homonymes, voir Kahler.
Otto Kahler (8 janvier 1849, Prague - 24 janvier 1893, Vienne) est un médecin austro-hongrois. Il est connu pour avoir décrit le myélome multiple, tumeur de la moëlle osseuse, également appelé maladie de Kahler.
Il a également participé à d'importantes découvertes, en particulier en décrivant la syringomyélie.